# Xara Eich
Xara Eich (* 22. Februar 2007) ist eine deutsche Schauspielerin und Synchronsprecherin.

## Leben
Xara Eich ist die jüngere Schwester von Cedric Eich. 2011 und 2014 wirkte sie in zwei Werbefilmen mit. Außerdem stand sie in kleineren Rollen vor der Kamera. Hauptsächlich synchronisiert sie.

## Filmografie (Auswahl)
- 2014: Hitman - Agent 47
- 2014: Ein Hologramm für den König
- 2017: Gute Zeiten, schlechte Zeiten
- 2017: Falkenberg – Mord im Internat?

## Synchronisation (Auswahl)
- 2017: Gifted (Stimme von Mary Adler (Mckenna Grace))
- 2018: Young Sheldon (Stimme von Paige Swanson (Mckenna Grace))
- 2018: Snowsnaps’ Winterspiele (Stimme der Kiki)
- 2018: Der Grinch (Stimme von Cindy Lou Who)
- 2018: Jurassic World: Das gefallene Königreich (Stimme von Maisie Lockwood (Isabella Sermon))
- 2022: Jurassic World: Ein neues Zeitalter (Stimme von Maisie Lockwood / Charlotte Lockwood (jung) (Isabella Sermon))